# 斎藤憐
斎藤 憐（さいとう れん、本名：安彦 憐（あびこ れん）、1940年12月25日 - 2011年10月12日）は、日本の劇作家。

## 略歴
日本統治時代の朝鮮半島の平壌で生まれる。
成蹊小学校、成蹊中学校・高等学校卒業（1959年高校卒業）。在学中は、演劇部に所属。
早稲田大学第二文学部露文科中退。1966年俳優座養成所を卒業し、劇団自由劇場結成に参加する。1968年には佐藤信の「演劇センター68」結成に参加した。
1980年、串田和美が演出した『上海バンスキング』で第24回岸田國士戯曲賞を受賞する。同作品は長く再演を繰り返した。その後、串田、吉田日出子のオンシアター自由劇場に脚本を提供する。
同劇団解散後は、1997年に『カナリア』で菊田一夫演劇賞、2005年に『春、忍び難きを』で紀伊國屋演劇賞、2006年には鶴屋南北戯曲賞を受賞する。戯曲のほか、西條八十の評伝や、『昭和不良伝シリーズ』などのエッセイ等も執筆している。
2009年5月に開館した杉並区立杉並芸術会館（座・高円寺）館長、NPO法人劇場創造ネットワーク理事長を務めた。また、井上ひさしや別役実と共に日本劇作家協会旗揚げに携わった。
2011年10月12日、食道腫瘍による肺炎のため東京都杉並区の自宅で死去。70歳没。

## 脚本作品

### テレビドラマ
- 6羽のかもめ（1975年、フジテレビ）
- さようならの夏（1975年、NHK）
- 大都会 闘いの日々（1976年、日本テレビ）
- いろはの"い"（1976年、日本テレビ）
- 大都会 PARTII（1977年、日本テレビ）
- 東京メグレ警部シリーズ（1978年、朝日放送）
- 愛のA・B・C・D（1980年-1981年、日本テレビ）
- 昭和ラプソディ（1985年、TBS ※『日立テレビシティ』作曲家服部良一の伝記ドラマ）

## 著書
- 斎藤憐戯曲集 1-3 （1978年-1980年、而立書房）
- 上海バンスキング（1980年、而立書房）
- バーレスク・1931 赤い風車のあった街　而立書房, 1981
- 星への切符（1982年、三一書房）
- クスコ 愛の叛乱（1982年、而立書房）
- 象のいない動物園（1982年、偕成社・2012年、偕成社文庫）
- イカルガの祭り（1983年、而立書房）
- グレイクリスマス（1983年、而立書房）
- 昭和のバンスキングたち ジャズ・港・放蕩（1983年、ミュージック・マガジン）
- アーニー・パイル（1985年、而立書房）
- Work 1（1986年、而立書房）
- ドタ靴はいた青空ブギー（1986年、而立書房）
- 幻の劇場アーニー・パイル（1986年、新潮社）
- ポルシェ 自動車を愛しすぎた男（1987年、ブロンズ新社）
- ヨコハマ・ストーリー アジアの港の物語（1989年、リブロポート）
- ゴダイゴ 流浪伝説（1990年、而立書房）
- 海光（1990年、而立書房）
- 俊寛（1990年、 而立書房）
- 東京行進曲（1991年、而立書房）
- 朝焼けのマンハッタン・はつ恋（1995年、三一書房）
- サロメの純情 浅草オペラ事始め（1997年、而立書房）
- アーニー・パイル劇場 GIを慰安したレヴューガール（1998年、ブロンズ新社）
- ムーランルージュ（1998年、而立書房）
- 昭和不良伝 越境する女たち篇（1999年、岩波書店）
- ジョルジュ サンドとショパン（2000年、而立書房）
- 異邦人 ボーダレス・ラブ（2000年、而立書房）
- カナリア 西條八十物語（2000年、而立書房）
- 昭和怪盗伝（2000年、而立書房）
- エンジェル ブレヒト「セチュアンの善人」より（2000年、而立書房）
- ピンカートンの息子たち 昭和不良伝（2001年、岩波書店）
- お隣りの脱走兵（2001年、而立書房）
- 恋ひ歌 宮崎龍介と柳原白蓮（2003年、而立書房）
- 昭和名せりふ伝（2003年、小学館）
- ミレナ（2003年、而立書房）
- ジャズで踊ってリキュルで更けて 昭和不良伝・西條八十（2004年、岩波書店）
- 春、忍び難きを（2005年、而立書房）
- 劇作は愉し 名作戯曲に作劇を学ぶ（2006年、日本劇作家協会）
- 世紀末のカーニバル（2006年、而立書房）